# Phaethornis
Phaethornis Swainson, 1827 è un genere di uccelli della famiglia Trochilidae, noti come eremiti. È il genere tipo della sottofamiglia Phaethornithinae.

## Descrizione
Le specie apparenti a questo genere non mostrano un dimorfismo sessuale marcato e presentano un lungo becco ricurvo, ad eccezion fatta per l'eremita di Koepcke, l'eremita beccoaguzzo e l'eremita beccodritto, con la parte inferiore rossa o gialla. Inoltre, le due piume centrali della coda sono allungate con la punta bianca, camoscio o ocra; la parte apicale della testa è piatta e la presenza di due strisce chiare al lato del muso vanno a creare una maschera scura all'altezza degli occhi.

## Distribuzione e habitat
Gli eremiti del genere Phaethornis si ritrovano dal Messico meridionale, passando per tutta l'America centrale, sino al nord dell'Argentina.
La maggior parte delle specie abitano il sottobosco e il limite della foresta, del bosco e della foresta secondaria, ma alcune specie, come ad esempio l'eremita di Planalto, vivono anche in spazi più aperti.

## Tassonomia
Il genere comprende le seguenti specie:
- Phaethornis yaruqui (Bourcier, 1851) - eremita baffibianchi
- Phaethornis guy (Lesson, 1833) - eremita verde
- Phaethornis hispidus (Gould, 1846) - eremita barbabianca
- Phaethornis longirostris (Delattre, 1843) - eremita codalunga occidentale
- Phaethornis mexicanus Hartert, E, 1897 - eremita del Messico
- Phaethornis superciliosus (Linnaeus, 1766) - eremita codalunga orientale
- Phaethornis malaris (Nordmann, 1835) - colibrì del sole beccolungo
- Phaethornis syrmatophorus Gould, 1852 - eremita panciafulva
- Phaethornis koepckeae Weske & Terborgh, 1977 - eremita di Koepcke
- Phaethornis philippii (Bourcier, 1847) - eremita beccoaguzzo
- Phaethornis bourcieri (Lesson, 1832) - eremita beccodritto
- Phaethornis anthophilus (Bourcier, 1843) - eremita panciachiara
- Phaethornis eurynome (Lesson, 1832) - eremita golasquamata
- Phaethornis pretrei (Lesson & Delattre, 1839) - eremita di Planalto
- Phaethornis augusti (Bourcier, 1847) - eremita capocenere
- Phaethornis subochraceus Todd, 1915 - eremita panciacamoscio
- Phaethornis squalidus (Temminck, 1822) - eremita golascula
- Phaethornis rupurumii Boucard, 1892 - eremita del Rupununi
- Phaethornis longuemareus (Lesson, 1832) - eremita minore
- Phaethornis idaliae (Bourcier & Mulsant, 1856) - eremita minuto
- Phaethornis nattereri Berlepsch, 1887 - eremita golacannella
- Phaethornis ruber (Linnaeus, 1758) - eremita rossastro
- Phaethornis stuarti Hartert, E, 1897 - eremita cigliabianche
- Phaethornis atrimentalis Lawrence, 1858 - eremita golanera
- Phaethornis aethopygus Zimmer, JT, 1950 - eremita di Tapajos
- Phaethornis striigularis Gould, 1854 - eremita golastriata
- Phaethornis griseogularis Gould, 1851 - eremita mentogrigio